# Olivier Jacquet
Olivier Jacquet (ur. 27 czerwca 1969) – szwajcarski szpadzista, srebrny medalista mistrzostw świata.
Podczas mistrzostw świata w Atenach w 1994 roku wywalczył srebrny medal w turnieju indywidualnym. Wyprzedził go jedynie Rosjanin Pawieł Kołobkow. Był to jedyny medal Jacqueta zdobyty w zawodach tego cyklu.
Wystartował na igrzysk olimpijskich w Barcelonie w 1992 roku, gdzie indywidualnie zajął 31. miejsce. Na rozgrywanych cztery lata później igrzyskach olimpijskich w Atlancie zajął 34. miejsce.